# NGC 1672
NGC 1672 е пресечена спирална галактика, разположена по посока на южното съзвездие Златна рибка.

## Структура
Галактиката има 4 големи спирални ръкава, излизащи от централния бар. Спиралните ръкави силно се различават по форма, което придава на галактиката по-несиметричен вид – единия от ръкавите, в североизточната си част, е значително по-ярък от другите. В ръкавите се намират множество области с активно звездообразуване, някои от които са с ъглови размери до 4.

## Ядро
Не е съвсем ясно как трябва да се класифицира ядрото. Повечето галактики могат да се разделят на групи, според активността на ядрото им:
- Голяма област от йонизиран водород (HII), който има спектър, подобен на областите с активно звездообразуване в Млечния път и следователно е свързан с активно звездообразуване в ядрото на галактиката.
- Сейфъртово ядро, пример за активно галактично ядро, което вероятно съдържа супермасивна черна дупка.
- Слабо йонизиран регион от междузвездната среда с емисионен спектър – област от междузвезден газ и прах, които съдържат слабойонизиран газ, което е следа или за област с активно звездообразуване, или за свръхмасивна черна дупка.

NGC 1672, както и няколко близки галактики, не се вписват в тази схема, а спектъра на ядрото показва следи и от трите критерия. Възможно е в ядрото да се намират както области с активно звездообразуване, така и активно галактично ядро.